# 武発史郎
武発 史郎（たけはつ しろう、1960年12月3日 - ）は、日本の俳優。京都府出身。身長176cm、血液型はAB型。ユニビジョン所属。

## 来歴
東京都立片倉高校を卒業。明星大学人文学部中退。文学座付属演劇研究所、青年座研究所を経て、1985年 渡辺えり子（現・えり）が主宰する劇団3○○（さんじゅうまる）に入団。もたいまさこ、豊川悦司らと同じ舞台を踏む。その後同劇団の中心的人物として数々の舞台に出演。1997年同劇団退団。現在、テレビや映画等、活躍の場を広げている。

## 出演

### 映画
- バカヤロー! 私、怒ってます 渡辺えり子（現・えり）監督（1988年）
- レディ! レディ READY! LADY 太田圭監督（1989年）- 銀行員
- エンジェル 僕の歌は君の歌 渡邊孝好監督（1992年）
- クレイジーコップ・捜査はせん 片嶋一貴監督（1995年）- 小泉刑事
- スワロウテイル 岩井俊二監督（1996年）- 雇われオーナー 浅川
- ポストマン・ブルース SABU監督（1997年） - 落合忠雄
- アンラッキー・モンキー SABU監督（1998年）- 一市民
- リリイ・シュシュのすべて 岩井俊二監督（2001年）- 津田詩織の客
- ゲット・イット・オン? 舞原賢三監督（2001年）- 大宮店長
- Dolls 北野武監督（2002年）- 結婚式場の支配人
- 昭和歌謡大全集 篠原哲雄監督（2003年）- ヤナギモトミドリの夫
- きょうのできごと a day on the planet 行定勲監督（2003年）- 踏み込む刑事
- いらっしゃいませ、患者さま。 原隆仁監督（2005年）- 外来患者・小柴
- 虹の女神 熊澤尚人監督（2006年）- 祭りの警官
- 洋菓子店コアンドル 深川栄洋監督（2011年）- シェフパティシエ
- 星ガ丘ワンダーランド 柳沢翔監督（2016年）- 清川伸生
- ナラタージュ 行定勲監督（2017年）- 小野の父
- DANCING MARY ダンシング・マリー SABU監督（2021年）- 八木一郎課長

### テレビドラマ
- 外科東病棟（1989年、TBS 月曜ドラマスペシャル）- 横井医師
- 淋しい女は太る（1989年、TBS ドラマ23）
- こんな男と暮らしてみたい（1989年、TBS ドラマチック22）
- 愛の虚構（1990年、日本テレビ 火曜サスペンス劇場）
- 東京まゆつばCITY（1990年、TBS）
- オレは天下のカンペキ男（1990年、関西テレビ）
- パチンコ風雲録（1990年、関西テレビ）
- 音・静かの海に眠れ（1991年、NHK）
- 世にも奇妙な物語「城」（1992年、フジテレビ）
- 代議士の妻たち スペシャル（1993年、TBS）
- 娘36歳少し不幸せ（1993年、TBS）
- 街角（1993年、NHK 土曜ドラマ）
- そのうち結婚する君へ（1994年、日本テレビ）
- 夜に抱かれて（1994年、日本テレビ）
- 十時半睡事件帖（1994年、NHK）
- レイコの歯医者さん（1996年、NHK ドラマ新銀河）- レイコの弟
- 家へおいでよ（1996年、NHK 水曜シリーズドラマ）
- 真昼の月（1996年、TBS）
- あぐり（1997年、NHK 連続テレビ小説）- 中島先生 役
- 京都B級グルメ殺人事件（1997年、ABC）
- 徳川慶喜（1998年、NHK 大河ドラマ）- 松平周防守康英
- バースデイ〜こちら椿産婦人科〜（1999年、テレビ東京） ‐　伊藤清
- バカヤロー!2000 ニッポン人の怒りが爆発する!!「太るのは罪ですか？」（2000年、日本テレビ）
- 津軽・陸中殺人ルート（2000年、テレビ朝日 土曜ワイド劇場）
- トトの世界（2001年、NHK ドラマDモード）
- 藤沢周平の人情しぐれ町（2001年、NHK 金曜時代劇）
- 明日があるさ（2001年、日本テレビ）
- 冷たい灼熱（2001年、テレビ東京 女と愛とミステリー）
- 山田風太郎 からくり事件帖（2001年、NHK）
- 太陽にほえろ! 2001（2001年、日本テレビ）
- 母の告白（2002年、フジテレビ）
- 空から降る一億の星（2002年、フジテレビ）
- 東京庭付き一戸建て（2002年、日本テレビ）
- 警視庁鑑識班 15（2002年、日本テレビ）- 科捜研・牛丸
- 相棒（テレビ朝日） 
  - Season 1 第 9話「人間消失」（2002年12月4日）- 資金課長・佐々木
  - Season 3 第 9話「潜入捜査〜私の彼を探して!」（2005年1月5日）- 刑事
  - Season 7 第10話「元日スペシャル・ノアの方舟〜聖夜の大停電は殺人招待状!」（2009年1月1日）- 天野克久
  - Season10 第13話「藍よりも青し」（2012年1月25日）- 市議会議員 早坂圭一
- 税務調査官・窓際太郎の事件簿9（2002年、TBS）
- オリエント急行殺人事件（2003年、テレビ朝日 土曜ワイド劇場）
- ぼくの魔法使い（2003年、日本テレビ）
- 新・夜逃げ屋本舗（2003年、日本テレビ）
- ひと夏のパパへ（2003年、TBS）
- 温泉へ行こう4（2003年、TBS）
- すいか（2003年、日本テレビ）
- 警視庁鑑識班 2004（2004年、日本テレビ）
- 真実を追う男2（2004年、TBS 月曜ミステリー劇場） ‐ 畠山医師
- ペルソナの微笑（2004年、TBS 月曜ミステリー劇場）
- 御宿かわせみ・第二章（2004年、NHK）
- 夜回り先生（2004年、TBS 水曜プレミア）
- 多摩南署たたき上げ刑事・近松丙吉4（2004年、テレビ東京 女と愛とミステリー） ‐ 谷口技官
- さよなら、小津先生 スペシャル（2004年、フジテレビ）- 森本クミの父
- 化生の海（2005年、フジテレビ 金曜エンタテイメント）
- はぐれ刑事純情派ファイナル（2005年、テレビ朝日）- 向井正
- おとなの夏休み（2005年、日本テレビ）
- 危ネェ二人 占い師・伊吹圭の事件ファイル（2005年、フジテレビ）
- 病院へ行こう!（2006年、TBS）- 今田渉
- おいしいプロポーズ（2006年、TBS 日曜劇場）- 鈴子の父
- 7人の女弁護士（2006年、テレビ朝日）
- 次郎長 背負い富士（2006年、NHK 木曜時代劇）- 国太郎
- 港町人情ナース2（2007年、テレビ東京 水曜ミステリー9）- 下條紀夫
- 医龍2（2007年、フジテレビ）
- ロト6で3億2千万円当てた男（2008年、テレビ朝日）
- チーム・バチスタの栄光（2008年、フジテレビ）- 蔵田真一
- 陽炎の辻 スペシャル（2009年、NHK 時代劇スペシャル）- 山田屋主人
- 超人ウタダ（2009年、WOWOW）- 郡山隆二管理官
- 駅弁刑事・神保徳之助3（2009年、TBS 月曜ゴールデン）- 平林賢治
- 税務調査官・窓際太郎の事件簿19（2009年、TBS）- 小平克己
- 咲くやこの花（2010年、NHK 土曜時代劇）- 選者
- エンゼルバンク（2010年、テレビ朝日）- 福田部長
- まっすぐな男（2010年、フジテレビ）- 医者
- ハンマーセッション!（2010年、TBS）- 護送警察官
- FACE MAKER（2010年、日本テレビ）- 小島プロデューサー
- パーフェクト・リポート（2010年、フジテレビ）- 担当医
- 最上の命医（2011年、テレビ東京）- 岡田純一
- 新選組血風録（2011年、NHK BS時代劇）- 刀屋
- 明日の光をつかめ2（2011年、フジテレビ）- 記者
- 神様の女房（2011年、NHK 土曜ドラマ）- 建設会社部長
- ストロベリーナイト（2012年、フジテレビ）- 勝俣班刑事
- 作家探偵・山村美紗 京都・東山 密室トリック殺人事件（2012年、テレビ東京 水曜ミステリー9）- 田上拓也
- 西村京太郎サスペンス 鉄道捜査官 殺意の豪華SL密室パーティ（2012年、テレビ朝日 土曜ワイド劇場）- 早見刑事
- 恋愛検定 （2012年、NHK BSプレミアムドラマ）- 山崎茂
- シュガーレス （2012年、日本テレビ）- 現場監督
- 東京エアポート（2012年、フジテレビ）- 国交省官僚
- ストロベリーナイト アフター・ザ・インビジブルレイン「推定有罪 / プロバブリィギルティ」（2013年、フジテレビ）- 勝俣班刑事
- あぽやん〜走る国際空港（2013年、TBS）- 刑事
- 八重の桜（2013年、NHK 大河ドラマ）- 長州派公家
- 若者たち2014（2014年、フジテレビ）- 面接官
- かぶき者 慶次（2015年、NHK 木曜時代劇）- 前田善兵衛
- ドS刑事 （2015年、日本テレビ）- 獣医
- 隠れ菊（2016年、NHK BSプレミアム）- 割烹の客
- オトナの土ドラ 真昼の悪魔（2017年　東海テレビ・フジテレビ系）- 副院長

### ビデオ
- いつかムラムラする日
- 代紋 TAKE2
- DOG FIGHT  野良犬たちの挽歌　室賀厚監督（2000年） - 刑事
- 静かなるドン12　鹿島勤監督（2001年） - ヤン

### CM
- アリナミンA　市川準演出
- ITJ
- 東京ガス
- 山形米「はえぬき・どまんなか」
- キンカン
- カネボウフーズ「キシリタイムガム」
- ヤマサ醤油「昆布ぽん酢」

### ラジオ
- TOKYOラジカルミステリーナイト（TOKYO FM）
- ミッドナイト・トリックルズ（FM横浜）
- 小さな鉄橋　武発一雄 作　江澤俊彦 演出（NHK-FM FMシアター）
- 虹を操る少年（NHK-FM 青春アドベンチャー）
- 神々の山嶺（NHK-FM 特集オーディオドラマ）
- 豆腐と花束（NHK-FM FMシアター）
- MADE IN JAPAN　江澤俊彦 演出（NHK-FM FMシアター）- 藤哲也
- 永遠の日曜日（NHK-FM FMシアター）
- 772条の家族（NHK-FM FMシアター）
- 僕らはみんな、（NHK-FM FMシアター）
- 握手をしよう（NHK-FM FMシアター）
- 世界でたったひとりの子（NHK-FM 青春アドベンチャー）
- 前略、桜舞うアパートの庭から（NHK-FM FMシアター）
- 夜に届く声（NHK-FMシアター）
- ゼンダ城の虜〜完結編〜ヘンツォ伯爵（NHK-FM 青春アドベンチャー）
- 吸血鬼（NHK-FM 青春アドベンチャー）

### 舞台
- 小さな夜と果てなしの薔薇（1985年 紀伊国屋ホール）
- 千の眼のカデンツァ（1986年シアタートップス）
- 夜の影（1986年 ブレヒトの芝居小屋）
- オールドリフレイン（1987年 新宿シアターモリエール）
- 瞼の女（1987年 本多劇場）
- 逢魔が恋暦（1988年 新橋演舞場）
- 風の降る森（1989年 ザ・スズナリ）
- 踊る砂の伝説（1989年 バウスシアター）
- 1の1の6（1990年 ベニサンピット）
- クレヨンの島（1991年 本多劇場）
- 花々の眠る部屋（1992年 シードホール）AIホールプロデュース
- 青木さん家の奥さん（1992年 シアタートップス）南河内番外一座"偉大"（グレート）スペシャル
- 月に眠る人（1993年 シアターアプル）
- 赤い靴（1994年 ザ・スズナリ）
- 深夜特急（1996年シアタートップス）
- ガーデン（1997年 紀伊国屋サザンシアター）